# Torre de resfriamento

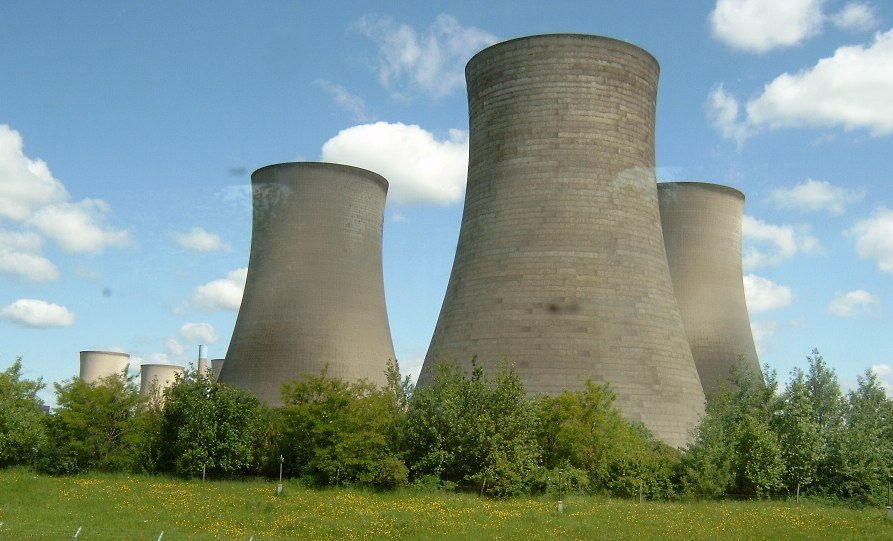
Torre hiperboloide na estação de energia de Didcot, Inglaterra

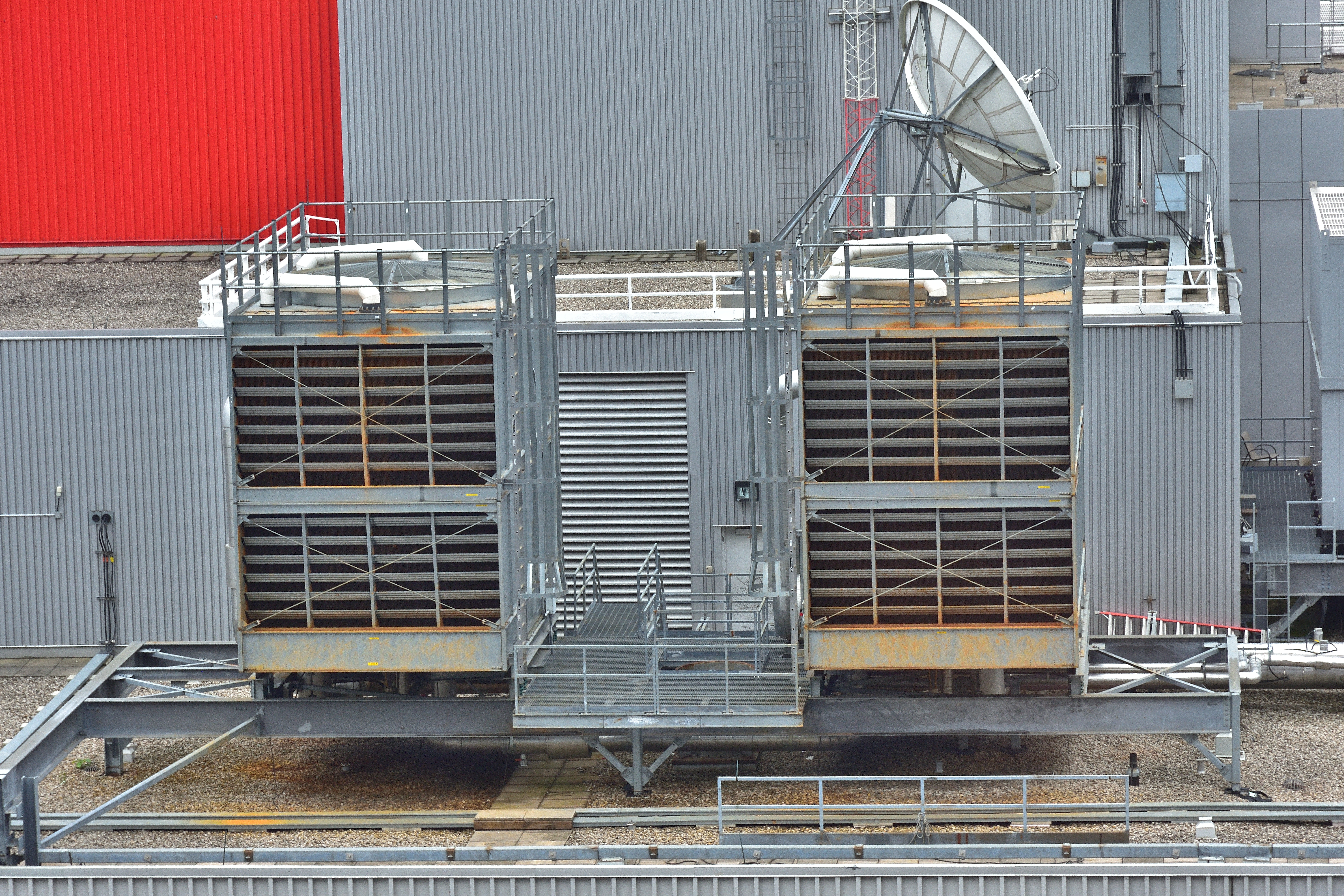
Uma típica torre de resfriamento de circuito aberto evaporativa e de tiragem forçada que rejeita o calor do circuito de água do condensador de uma unidade de chiller industrial

Uma torre de resfriamento, torre de refrigeração ou torre de arrefecimento é um dispositivo que transfere o calor residual para a atmosfera através do resfriamento, geralmente uma corrente de água, a uma temperatura mais baixa. As torres de resfriamento podem usar a evaporação da água para remover o calor e resfriar o fluido de trabalho até perto da temperatura do ar do bulbo úmido ou, no caso de torres de resfriamento seco, depender exclusivamente do ar para resfriar o fluido de trabalho até perto da temperatura do ar do bulbo seco usando radiadores.

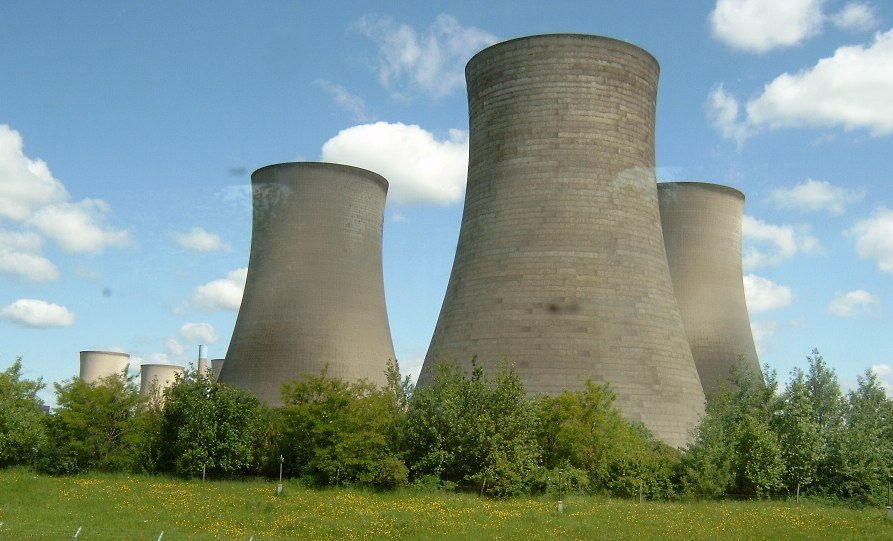
Torres hiperboloides de resfriamento úmido de calado natural na Didcot Power Station (Reino Unido)

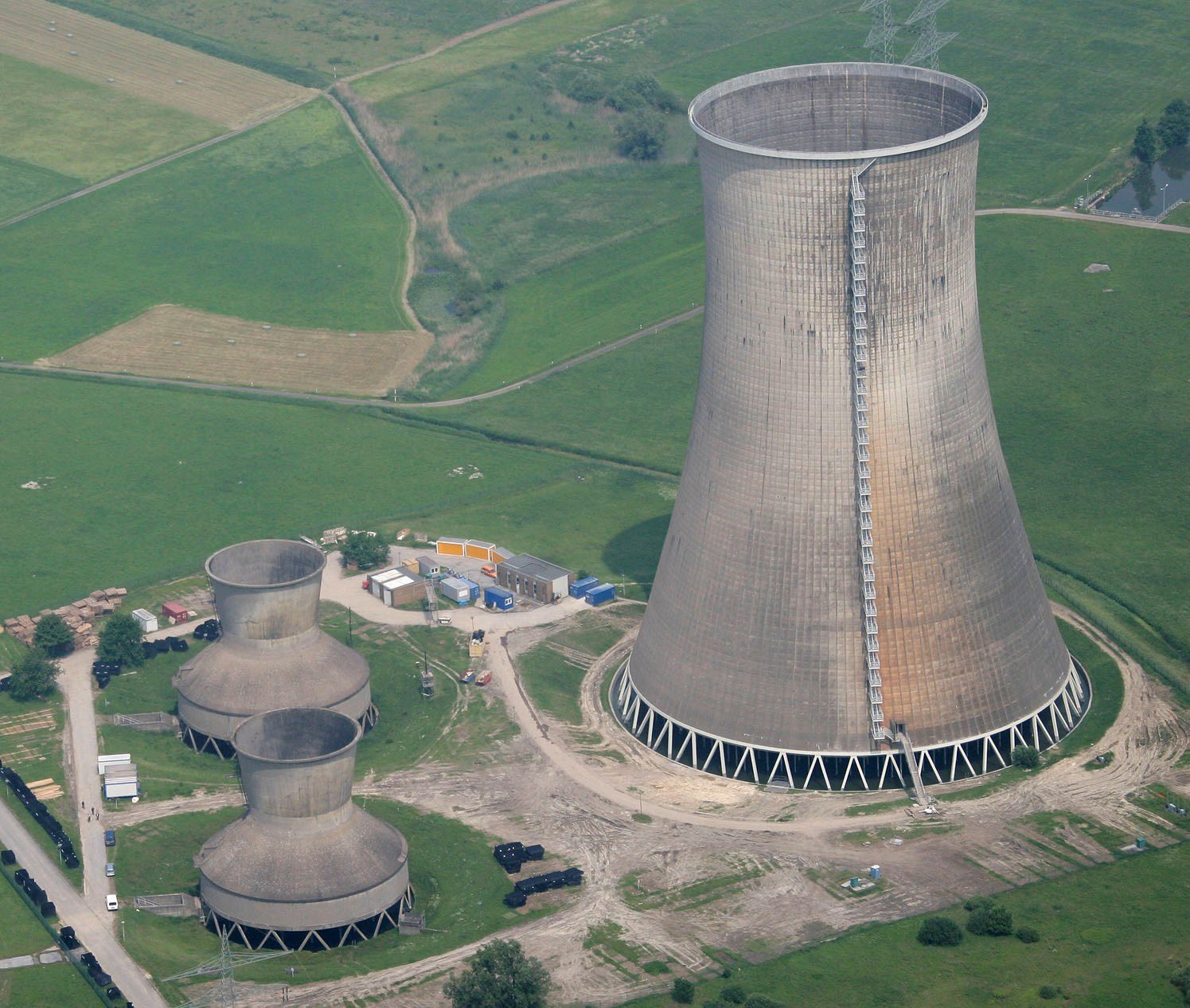
Torres de resfriamento úmidas de calado forçado (altura: 34 metros) e torre de resfriamento úmida de calado natural (altura: 122 metros) em Westphalia, Alemanha

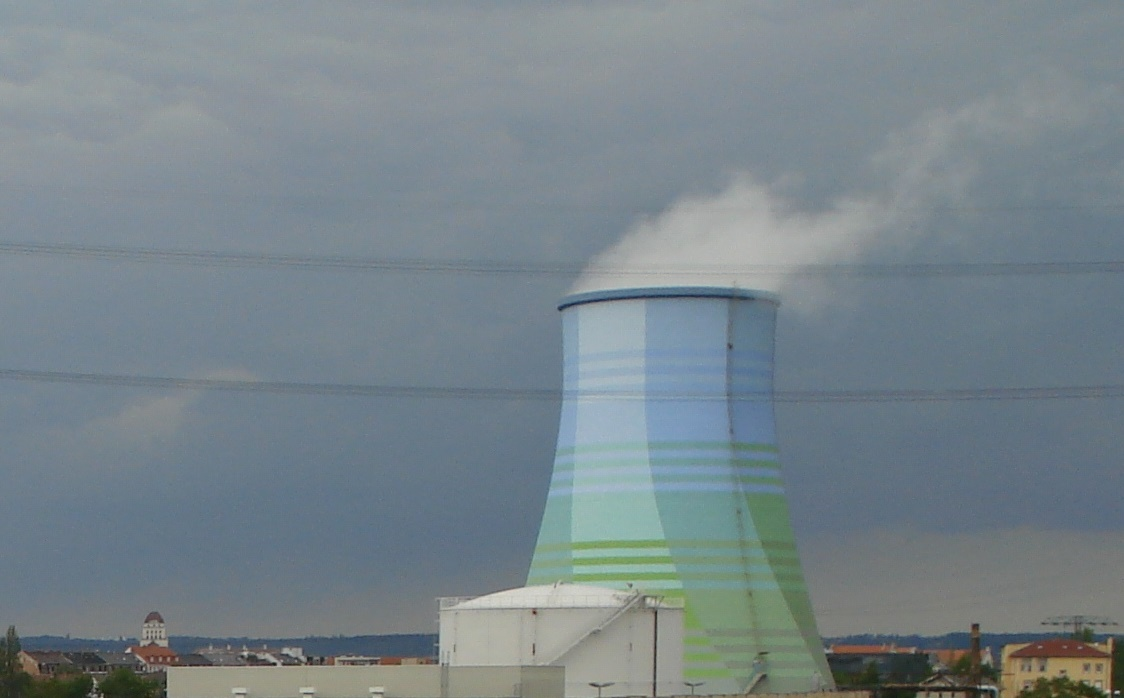
Torre de resfriamento úmida de calado natural em Dresden (Alemanha)

Aplicações comuns incluem o resfriamento da água circulante usada em refinarias de petróleo, plantas petroquímicas e outras plantas químicas, usinas térmicas, usinas nucleares e sistemas de climatização para resfriamento de edifícios. A classificação é baseada no tipo de indução de ar na torre: os principais tipos de torres de resfriamento são as de calado natural e as de tiragem induzida.
As torres de resfriamento variam em tamanho, desde pequenas unidades no telhado até estruturas hiperboloides muito grandes que podem ter até 200 metros (660 pés) de altura e 100 metros (330 pés) de diâmetro, ou estruturas retangulares que podem ter mais de 40 metros (130 pés) de altura e 80 metros (260 pés) de comprimento. Torres de resfriamento hiperboloides são frequentemente associadas a usinas nucleares, embora também sejam usadas em algumas usinas a carvão e, em certa medida, em algumas grandes plantas químicas e outras plantas industriais. A turbina a vapor é o que necessita da torre de resfriamento. Embora essas grandes torres sejam muito proeminentes, a grande maioria das torres de resfriamento são muito menores, incluindo muitas unidades instaladas em ou perto de edifícios para descarregar o calor do ar-condicionado. As torres de resfriamento também são frequentemente consideradas como emitindo fumaça ou fumaça nociva pelo público em geral, quando, na realidade, as emissões dessas torres em sua maioria não contribuem para a pegada de carbono e consistem apenas em vapor de água.

## Definição através da direção do fluxo ar-água

### Cruzado
O fluxo cruzado é um design em que o fluxo de ar é direcionado perpendicularmente ao fluxo da água. O fluxo de ar entra em um ou mais faces verticais da torre de resfriamento para atender ao material de preenchimento. O fluxo de água (perpendicular ao ar) atravessa o preenchimento por gravidade.

### Contracorrente
Em um design contracorrente, o fluxo de ar é diretamente oposto ao fluxo de água. O fluxo de ar entra primeiramente em um espaço aberto abaixo do ponto médio de preenchimento e em seguida, segue verticalmente. A água é pulverizada através de bicos pressurizados e flui para baixo através do preenchimento, em oposição ao fluxo de ar.

## Galeria de imagens

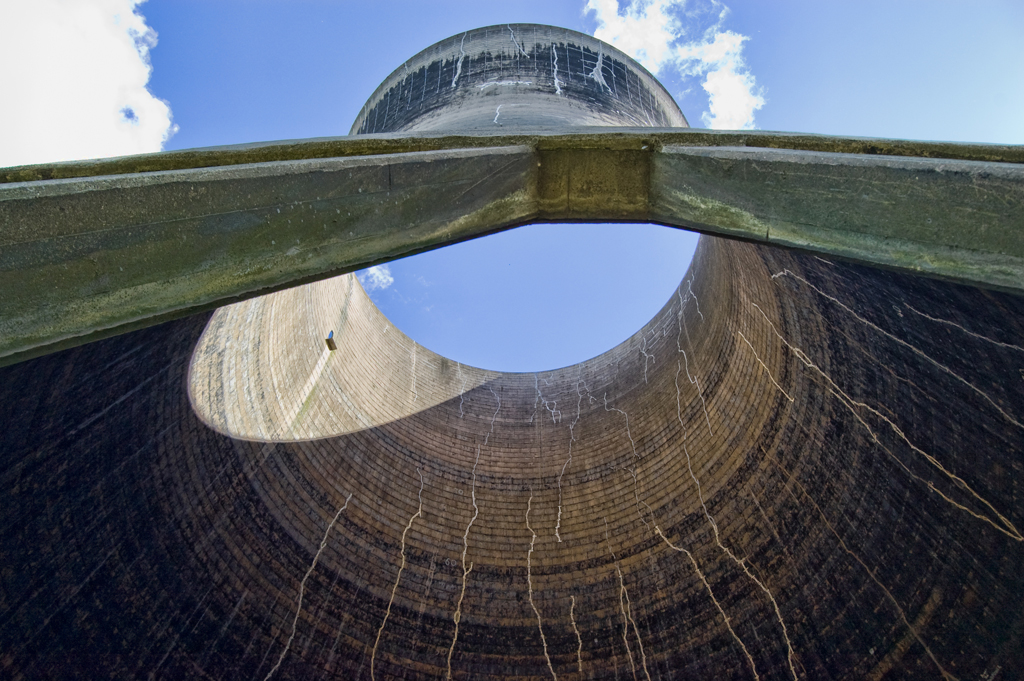
Uma torre abandonada da estação de energia de Thorpe Marsh, em Yorkshire, Inglaterra.
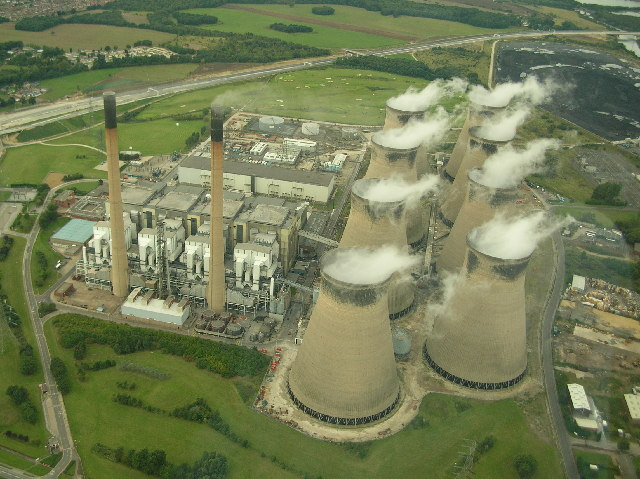
Estação de energia de Ferrybridge
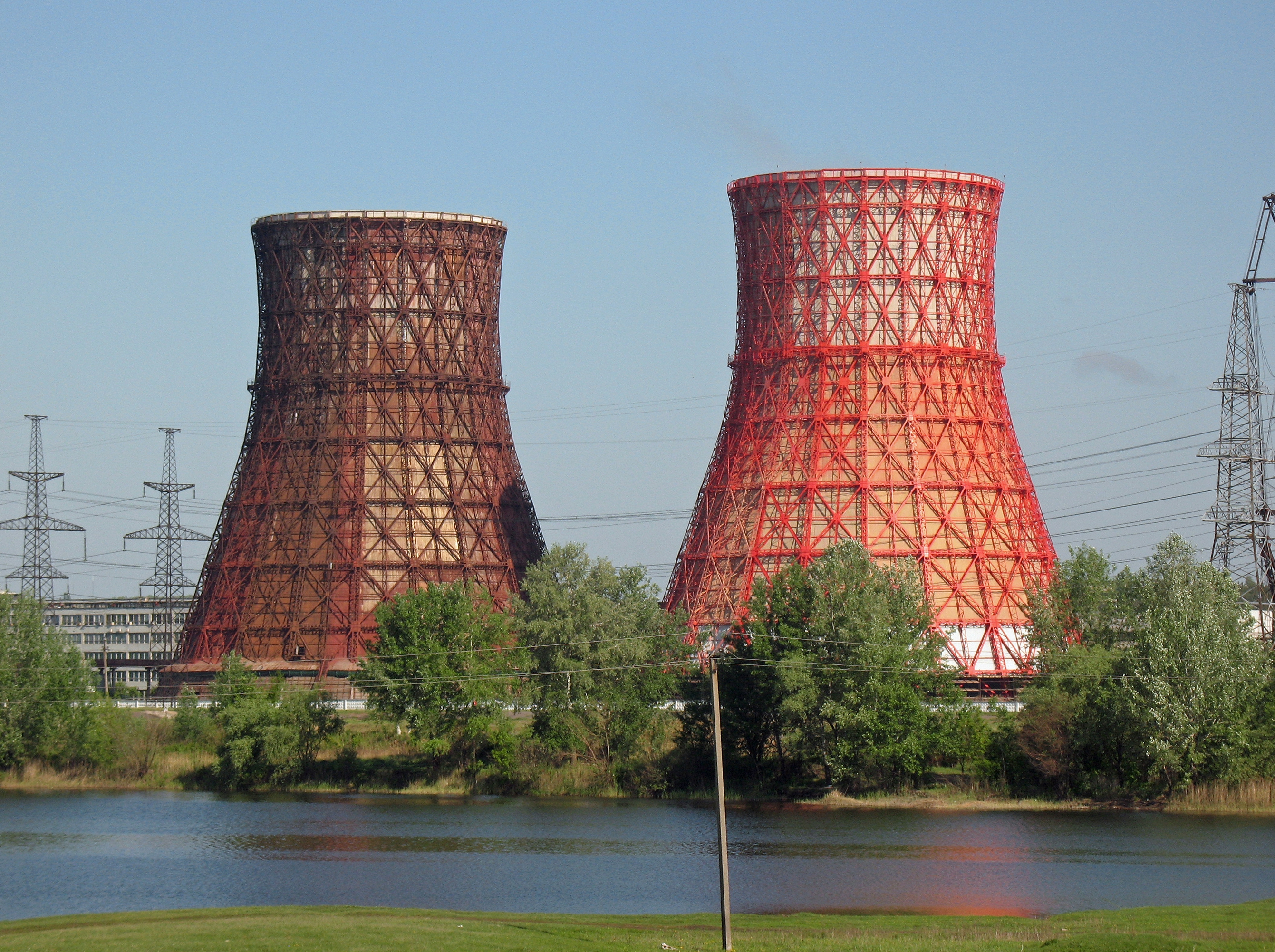
Duas torres de resfriamento hiperboloides na estação de energia Kharkov #5
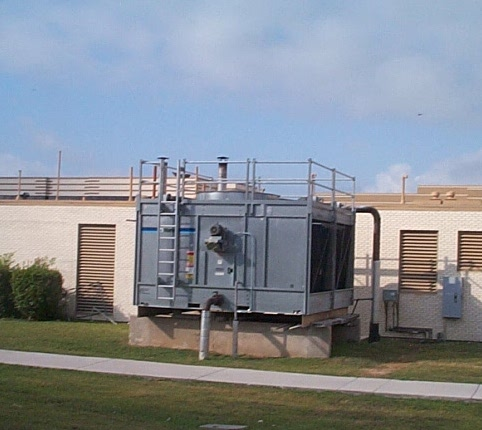
Torre de resfriamento utilizada em aplicações HVAC